# Landtagswahl in Niederösterreich 1979
- SPÖ: 27
- ÖVP: 29

Die Landtagswahl in Niederösterreich 1979 fand am 25. März gemeinsam mit der Landtagswahl in Salzburg und den Gemeinderatswahlen in Kärnten statt. Die ÖVP verlor zwei Mandate an die SPÖ und erreichte ihr bis dahin schlechtestes Wahlergebnis in Niederösterreich. Sie erreichte mit 29 der 56 Mandate dennoch die absolute Mehrheit im Landtag, denn weitere Parteien schafften den Einzug nicht.

## Antretende Parteien
Zur Wahl traten in Niederösterreich sechs Parteien an:
- Österreichische Volkspartei (ÖVP)
- Sozialistische Partei Österreichs (SPÖ)
- Freiheitliche Partei Österreichs (FPÖ)
- Kommunistische Partei Österreichs (KPÖ)
- Wahlgemeinschaft für Bürgerinitiativen und Umweltschutz (WBU)
- Nationaldemokratische Partei (NDP)

## Amtliches Endergebnis
|                    | Ergebnisse 1979 | Ergebnisse 1979 | Ergebnisse 1979 | Ergebnisse 1974  | Ergebnisse 1974  | Ergebnisse 1974  | Differenzen | Differenzen | Differenzen |
| ------------------ | --------------- | --------------- | --------------- | ---------------- | ---------------- | ---------------- | ----------- | ----------- | ----------- |
| Stimmen            | %               | Mand.           | Stimmen         | %                | Mand.            | Stimmen          | %           | Mand.       |             |
| Wahlberechtigte    | 1.027.372       |                 |                 | 968.963          |                  |                  | + 58.409    |             |             |
| Abgegebene Stimmen | 899.491         | 87,55 %         |                 | 869.441          | 89,73 %          |                  | + 30.050    | - 2,18 %    |             |
| ungültige Stimmen  | 9.987           | 0,97 %          |                 | 10.904           | 1,13 %           |                  | - 917       | - 0,16 %    |             |
| gültige Stimmen    | 889.504         | 86,58 %         |                 | 858.537          | 88,60 %          |                  | + 30.967    | - 2,02 %    |             |
| Partei             |                 |                 |                 |                  |                  |                  |             |             |             |
| ÖVP                | 441.431         | 49,63 %         | 29              | 447.444          | 52,12 %          | 31               | - 6.013     | - 2,49 %    | - 2         |
| SPÖ                | 403.708         | 45,39 %         | 27              | 376.648          | 43,87 %          | 25               | + 27.060    | + 1,52 %    | + 2         |
| FPÖ                | 28.700          | 3,23 %          | 0               | 25.563           | 2,98 %           | 0                | + 3.137     | + 0,25 %    | ± 0         |
| KPÖ                | 7.034           | 0,79 %          | 0               | 8.882            | 1,03 %           | 0                | - 1.848     | - 0,24 %    | ± 0         |
| WBU                | 7.725           | 0,87 %          | 0               | nicht kandidiert | nicht kandidiert | nicht kandidiert | + 7.725     | + 0,87 %    | ± 0         |
| NDP                | 906             | 0,10 %          | 0               | nicht kandidiert | nicht kandidiert | nicht kandidiert | + 906       | + 0,10 %    | ± 0         |
| Gesamt             | 889.504         | 100 %           | 56              |                  |                  |                  |             |             |             |